# La signora di Montecarlo
La signora di Montecarlo è un film del 1938 diretto da Mario Soldati per la versione italiana e da André Berthomieu per quella francese.

## Trama
L'industriale parigino Giorgio Duclos incarica il più giovane fratello Andrea di recarsi in Costa Azzurra per l'incasso di una somma rilevante. Ma costui cade nelle mani di una banda di truffatori, che, aiutati da Vera, donna affascinante, lo derubano di tutto l'importo. Quando lui cerca di inseguirli resta gravemente ferito in un incidente. Interviene il fratello maggiore che rintraccia la donna, ma scopre che si tratta di una sua vecchia fiamma, mai dimenticata, e tra i due rinasce la passione. Intanto la polizia ha catturato i malfattori e Vera, vergognandosi del suo operato, decide di allontanarsi. Ma l'insperata guarigione di Andrea ed il sentimento che ancora lega Giorgio e Vera porteranno al perdono della donna, che si redime e ritrova una nuova vita a fianco dell'amante d’un tempo.

## Produzione
La signora di Montecarlo fu il frutto di una co-produzione italo francese, secondo una prassi comune nella cinematografia europea della seconda metà degli anni trenta, allorché «per fronteggiare la trionfale e schiacciante concorrenza americana si era rafforzata in Europa la consapevolezza che fossero necessarie forme di stretta collaborazione sia per risparmiare che per allargare i mercati», superando anche una condizione di rapporti in quei mesi non proprio sereni tra l'Italia e la Francia. A tal fine, come Soldati ha poi ricordato, «si iniziò a fare dei film finti ed io ero pagato per non fare niente perché per legge dovevamo avere una quota di collaboratori italiani per ottenere il contributo statale». Da parte italiana La Signora di Montecarlo fu la prima pellicola prodotta dalla "Continentalcine", impresa costituita proprio nel 1938 con un capitale di 500.000 lire, che poi proseguirà l'attività sino al 1951.

Fotogramma del film con (al centro) Umberto Menati) e (a destra) Fosco Giachetti

La versione francese venne diretta da André Berthomieu, considerato «il regista più prolifico e fortunato del cinema francese di secondo piano, autore di una sconfinata filmografia come artigiano di successo commerciale» oppure come «mestierante preoccupato di guadagnare bene e far guadagnare i produttori, senza mai intendere il cinema come un'espressione artistica». Alla versione italiana collaborarono i futuri registi Renato Castellani, co-autore dei dialoghi, e Gianni Franciolini, quale aiuto di Soldati.
Il film, basato su un soggetto originale del cineasta franco - tedesco Toni Huppertz, fu girato nei mesi di settembre e ottobre 1938 negli stabilimenti "Pisorno" di Tirrenia ricevendo il nulla osta della censura italiana nel dicembre dello stesso anno. Uscì nello stesso mese in Italia e all'inizio del 1939 in Francia, con il titolo de L'inconnue de Montecarlo.
La principale interprete, Dita Parlo, recitò in entrambe le versioni, mentre il ruolo di co-protagonista venne differenziato tra Fosco Giachetti,  per la versione italiana, e Albert Préjan, per quella francese. Nel "cast" anche alcuni attori provenienti dalla Comédie-Française come Claude Lehman
La signora di Montecarlo è, secondo gli storici del cinema, un film andato perduto in entrambe le versioni.

## Accoglienza
I commenti contemporanei italiani e francesi si equivalsero nel presentare la Signora di Montecarlo come un film di livello medio, non particolarmente importante. In Francia, anzi, esso fu considerato «nella fascia più bassa della produzione: una storia logora, fotografia e suono in gran parte pessimi e recitazione senza alcun valore [per] 80 noiosi minuti». Più indulgenti i giudizi italiani che andarono da «pellicola che si destreggia con abilità tra i vari colpi di scena» a «vicenda assai imbrogliata che ha trovato in Mario Soldati un regista ferratissimo se non altro per quanto riguarda il movimento ed il ritmo; Soldati che conosce i suoi polli tira via senza lasciarci vincere da dubbi o rimorsi». Non mancò tuttavia chi manifestò «l'impressione di trovarsi di fronte a qualche vecchio divano, cioè a qualcosa di già visto» e chi lo ritenne «mancante, per la rappresentazione di un mondo elegante, di più brillantezza di scenari e di fotografia».
Anche in seguito questo film fu annoverato tra le pellicole ambientate nel mondo dorato della borghesia; «mito del lusso, della velocità, del denaro facile ed immagine di una società perennemente in movimento, inquieta, scintillante e ... fasulla». Per Mario Soldati si trattò di una «fase intermedia di passaggio» dall'attività di sceneggiatore  e quella di piena maturità come regista di Piccolo mondo antico e di Malombra.
Come per tutta la cinematografia italiana degli anni trenta non sono disponibili dati sull'esito economico del film.